# Parque nacional de Nam Nao
El Parque nacional de Nam Nao  (en tailandés: อุทยานแห่งชาติน้ำหนาว) es un área protegida del norte de Tailandia, en las provincias de Phetchabun y Chaiyaphum. Se encuentra a 50 kilómetros (31 millas) al oeste del distrito de Lom Sak. Tiene una extensión de 994 kilómetros cuadrados y fue declarado en 1972, como el 5.º parque nacional del país.
El parque es un gran bosque aún en estado original. Está lleno de pinares, pastizales y ungles vírgenes. El parque es hogar de más de 100 especies de aves. La temperatura media anual es de 25 °C. El mes más frío es el de noviembre, con temperaturas tan bajas como 0 °C. El parque nacional se enmarca dentro de un Nivel I TCU.